# Browsholme Hall
Browsholme Hall /ˈ b r uː z əm / est une maison Tudor privée dans la paroisse de Bowland Forest Low dans l'arrondissement de Ribble Valley, Lancashire (bien qu'historiquement dans le West Riding of Yorkshire), en Angleterre. On prétend qu'il s'agit de la plus ancienne maison familiale encore existante dans le Lancashire . Depuis 1954, elle est classée Grade I par English Heritage.

## Histoire
Au XIVe siècle, Edmund Parker est le gardien du parc de Radholme Laund, à l'ouest de Browsholme, l'un des deux grands parcs à cerfs de la forêt de Bowland . En 1393, ses fils Richard et John sont parkers adjoints de Radholme, mais à partir de 1380, ils ont un bail du vaccary (ferme médiévale de bétail) de Browsholme. Richard construit probablement la maison d'origine sur le site actuel à cette époque .

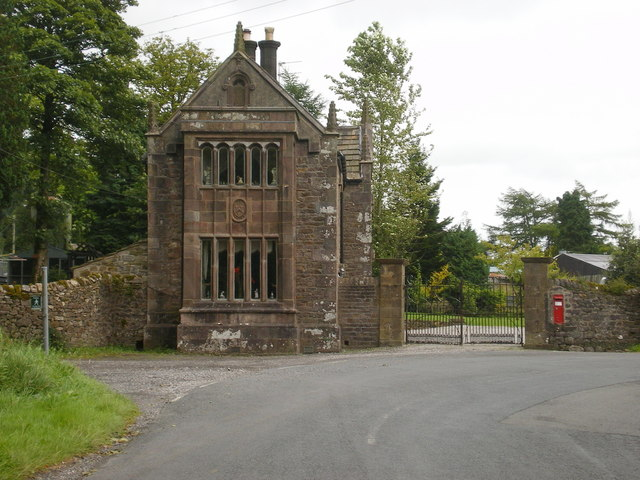
Pavillon de Brownsholme Hall

Lorsqu'en 1507, le roi Henri VII déboise Bowland , Edmund Parker obtient un droit sur Nether Browsholme et commence la maison actuelle. Thomas Parker, achète la pleine propriété de Browsholme à la Couronne en 1603 et améliore la maison, qui a été agrandie par son père . On pense que son petit-fils, également appelé Thomas, ajoute un jardin à la française en 1674 .
À la mort de son père, John Parker en 1797, Thomas Lister Parker hérite du domaine Browsholme. En 1804 et 1805, il apporte des modifications à la maison, reconstruisant l'aile ouest, puis il fait des ajouts sous la direction de Sir Jeffry Wyatville. Il a le goût du jardinage paysager et, entre 1797 et 1810, dépense de grosses sommes pour aménager le terrain. Dans la maison, il expose une collection d'antiquités et de tableaux, en partie constituée par lui-même. Il fait acheter une importante série de dessins et d'estampes lors d'une tournée sur le continent en 1800 et 1801, à Moscou, Venise et Paris ; une grande collection de dessins de châteaux et manoirs par John Chessell Buckler, et des portefeuilles de ses propres dessins. Il possède également des tableaux de l'école flamande et des œuvres de James Northcote et Thomas Gainsborough. Thomas Lister Parker fait finalement faillite et est contraint de transmettre le domaine à un cousin.
John William Robinson Parker (en) (1857–1938) est un soldat et historien impliqué dans de nombreuses sociétés de comté. Son fils, Robert Goulbourne Parker (1900-1975), répare Browsholme en 1958 avec l'aide du Conseil des bâtiments historiques et, à partir de 1957, ouvre la maison au public, donnant des visites guidées personnellement .
En 2010, les propriétaires actuels, Robert et Amanda Parker, restaurent la grange aux dîmes du XVIIe siècle pour en faire un espace événementiel . En avril 2015, Amanda Parker devient High Sheriff of Lancashire .
En octobre 2021, le bâtiment est l'un des 142 sites à travers l'Angleterre à recevoir une partie d'une injection de 35 millions de livres sterling dans le Culture Recovery Fund du gouvernement .